# 克萊格·本森
克萊格·本森（英語：Craig Benson，1994年4月30日—）是一位蘇格蘭游泳運動員，擅長蛙泳項目。他代表英國參加過2012年奧運會和歐洲游泳錦標賽的賽事。